# Rekluz

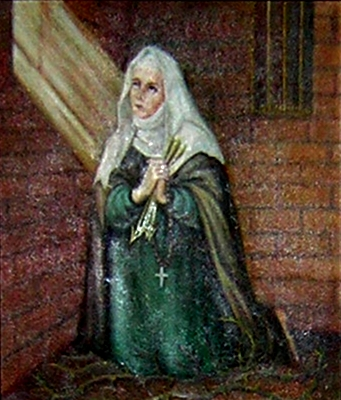
Rekluza w celi bł. Doroty z Mątowów

Rekluz,  rekluza – zakonnik lub zakonnica zobowiązujący się do nieopuszczania własnej celi i niekontaktowania się z innymi zakonnikami. Skrajnym rodzajem rekluzji było zamurowanie w celi aż do śmierci. 
W monastycyzmie prawosławnym analogiczna forma umartwienia się nosi nazwę zatworniczestwa.